# Elise Mertens
Elise Mertens (n. 17 noiembrie 1995, Leuven, Flandra, Belgia) este o jucătoare de tenis profesionistă belgiană. Ea a devenit numărul 1 mondial la dublu în mai 2021, a treia belgiană care deține primul loc la simplu sau dublu, după Kim Clijsters și Justine Henin.
Mertens este de cinci ori campioană la dublu, câștigând US Open în 2019 și Australian Open în 2021 alături de Arina Sabalenka, Wimbledon 2021 și Australian Open 2024 alături de Hsieh Su-wei și Wimbledon 2025 alături de Veronika Kudermetova. De asemenea, a fost finalistă la Campionatul de la Wimbledon din 2022, alături de Zhang Shuai, și la Campionatul de la Wimbledon din 2023, alături de Storm Hunter.
De asemenea, este o jucătoare de simplu de succes și a ajuns în prima ei semifinală majoră la Australian Open 2018, urmată de două sferturi de finală la US Open în 2019 și 2020. Mertens a ajuns pe locul 12 mondial în clasamentul WTA la simplu, în noiembrie 2018 și a câștigat șapte titluri WTA Tour, inclusiv două la nivelul WTA 500. Ea a reprezentat Belgia în Cupa Billie Jean King din 2017 și a concurat și la Jocurile Olimpice din 2020 atât la simplu, cât și la dublu.

## Viața personală
Este fiica unei profesoare și a unui producător de mobilă pentru biserici. Mertens a studiat numai acasă, prin homeschooling.

## Legături externe
Materiale media legate de Elise Mertens la Wikimedia Commons
- Elise Mertens la Women's Tennis Association
- Elise Mertens la International Tennis Federation
- Elise Mertens pe site-ul Fed Cup
- en Elise Mertens la Olympedia.org